# تانگ یونگشو
تانگ یونگشو (انگلیسی: Tang Yongshu؛ زادهٔ ۲۳ دسامبر ۱۹۷۵) بدمینتون‌باز اهل استرالیا است.